# Преступление, преследуемое по обвинительному акту
Во многих юрисдикциях общего права (например, в Англии и Уэльсе, Ирландии, Канаде, Гонконге, Индии, Австралии, Новой Зеландии, Малайзии, Сингапуре ) преступлением, подлежащим обвинительному заключению, является преступление, которое может быть рассмотрено в суде только по обвинительному заключению большому жюри (в отличие от преступления, совершаемого в порядке суммарного производства). Подобная концепция в Соединенных Штатах известна как уголовное преступление, которое в случае федеральных преступлений также требует предъявления обвинительного заключения. 

## США
В США федеральные преступления всегда требуют обвинительного заключения большого жюри до рассмотрения в суде. В разных штатах действует разная политика;  в некоторых штатах обвинительное заключение не требуется. Однако в некоторых штатах по-прежнему выносятся обвинительные заключения большого жюри за тяжкие преступления и может использоваться другая терминология.